# Yuya
Меріенд Кастрехон Кастанеда (ісп. Mariand Castrejón Castañeda, нар. 13 березня 1993), відоміша як Yuya — мексиканська блогерка краси й ютуберка.

## Кар'єра
Меріенд створила свій канал YouTube, який називається «Lady16Makeup» 2009 року після виграшу ютуберського конкурсу макіяжу, коли їй було 16 років.
У березні 2016 року вона була однією з семи блогерок YouTube, які приєдналися до кампанії сталого розвитку Організації Об'єднаних Націй, спрямованих на «досягнення гендерної рівності та забезпечення прав усіх жінок та дівчат».
Меріенд написала дві книги: Los secretos de Yuya (2015) та Las confesiones de Yuya (2016). Вона випустила парфуми, що називається #True у липні 2015 року та колекцію косметичних засобів у жовтні 2017 року. Вона була у відносинах з Бето Пасіллас, але розійшлася в червні 2019 року.
Вона почала зустрічатися зі співаком Siddhartha у серпні 2019 року. 12 червня 2021 року Меріенд оголосила про свою вагітність через Instagram та завантажила відео на її каналі, де вона ділиться своїм досвідом вагітності.

## Особисте життя
Меріенд народилася в Куернаваці, Морелос, Мексика. Її назва, Меріенд, — це поєднання назв її батьків, Марибеля та Андрес. Меріенд також має брата Серджіо, який також має канал YouTube.